# Vilanova del Vallès
Vilanova del Vallès és un municipi de la comarca del Vallès Oriental. També és conegut amb el nom de Vilanova de la Roca, tot i que cal apuntar que aquesta denominació està desfasada, ja que és el nom previ a la independència municipal de 1983.
| Entitat de població | Habitants (2024) |
| Vilanova del Vallès | 2.435            |
| Barri Rodes         | 749              |
| Ca l'Alegre         | 676              |
| les Roquetes 1      | 339              |
| Can Nadal           | 333              |
| Polígon Vallesà     | 238              |
| Can Rabassa         | 203              |
| Can Cebrià          | 135              |
| Bosc Ruscalleda     | 122              |
| Can Jornet          | 98               |
| el Xaragall         | 87               |
| Can Bosc            | 78               |
| les Roquetes 2      | 74               |
| Valldoriolf         | 60               |
| Barri Sant Lleïr    | 10               |
| Barri Pinxo         | 7                |
| Font: Idescat       |                  |

## Geografia
- Llista de topònims de Vilanova del Vallès (orografia: muntanyes, serres, collades, indrets...; hidrografia: rius, fonts...; edificis: cases, masies, esglésies, etc.).

### Orografia
El terme de Vilanova del Vallès està en el límit, en direcció sud-est entre les comarques del Vallès i el Maresme, i està disposat segons la direcció nord-est, sud-oest del riu Mogent seguint la mateixa direcció que la Serralada Prelitoral.
Els turons més prominents són els Turons de Céllecs (Turó de Mataró 504 m, Turó de Céllecs 530 m junt al Poblat Ibèric del Turó de Céllecs, Turó Rodó 516 m, Turó de les Encontrades 530 m, i el Turó de Can Tarascó de 483 m) que estan al límit est del terme municipal en la Serralada Prelitoral. Aquesta cadena de muntanyes permet l'accés al terme de Vilanova a través del Coll de Parpers en el terme de la Roca, i a través del Coll de Font de Cera situat entre els termes d'Alella i Vallromanes.
Aquesta zona muntanyosa aporta les seves aigües a la conca del riu Mogent a través dels torrents de Cal Soldat, de Can Pei, del Contravent i de les Ginestelles.
La vall del riu Mogent caracteritza a la depressió del Vallès i ha estat el pas de migracions poblacionals que s'han produït al llarg del temps. És en aquest encreuament de camins, del Masnou a Granollers i de Sant Adrià a la Roca que ha crescut el nucli de Vilanova del Vallès.

### Geologia
El riu Mogent divideix el terme de Vilanova del Vallès en dues parts geològicament molt diferents. El seu curs coincideix en el seu recorregut amb la falla que en direcció nord-est, sud-oest, limita la depressió del Vallès.
A la vorera dreta poden observar-se materials sedimentaris del miocè superior (pontiense), formats dipòsits poligèncis, en els que s'alternen conglomerats de diversos nivells detrítics com margues, arenes i argiles clares, que donen origen a formes suaus i terrenys aptes per al conreu.
A la vorera esquerra domina per tot arreu el granit, atacat per la humitat ambient, cobert de pins. Aquesta massa granítica està travessada en la mateixa direcció nord-est sud-oest per una gran quantitat depòrfida granítica i quarcífers, i d'aplites i pegmatites.
La descomposició del granit produeix el sauló, que és una arena quarcífera grossa, que es diposita en el fons de les valls, omplint les conques. Aquesta capa comporta una excel·lent reserva hidrològica, per actuar com a esponja on s'acumulen les aigües soterrades.
Els terrenys quaternaris formats per argiles i al·luvions moderns s'estenen al llarg del Mogent i dels seus afluents. És en aquest cas sector que es troben els millors aprofitaments agrícoles.
El relleu i la geologia han concretat dues zones totalment diferents pel que fa a la seva morfologia i característiques fisiogràfiques, el que ha de condicionar certament el planejament urbanístic.

### Clima
El clima de Vilanova del Vallès és el que correspon a aquestes zones ubicades a la Serralada Prelitoral i que disten solament 11 km, aproximadament, del mar. Precisament per la poca alçada d'aquesta cadena de muntanyes, el clima marítim influencia definitivament la zona.
A falta de dades concretes sobre pluviometria i meteorologia en el municipi i observant la corresponent de l'observatori de Granollers, es pot estimar que Vilanova està situada en una zona humida, amb una altura pluviomètrica anual de 648 mm. No obstant, aquesta mitjana no es pot considerar elevada, i es pot afirmar que Vilanova del Vallès està situada en una zona de transició entre la Catalunya seca i la humida.
Pel fet que la serralada sigui la vessant obaga de la serralada i a part de les reserves hidrològiques de la conca del riu, es pot considerar que existeixen cabals d'aigua suficients per al bosc, els conreus i la població.
La temperatura mitjana a Vilanova del Vallès és de 14 °C i es poden observar les temperatures mensuals a partir de les dades de l'observatori de Granollers.
Els vents del nord-est són les dominats durant els mesos d'octubre a gener, però la resta de l'any són més usuals els de sud-oest, i principalment els de sud-est. Durant l'estiu aquest vent -marinada- contribueix a refrescar l'ambient, passant per damunt de la serralada litoral i travessant tota la comarca del Vallès.

### Vegetació
La vegetació espontània està formada principalment per pi pinyoner, pi blanc, alzines i roures. Tota el vessant nord-est està coberta per aquest tipus de bosc amb algunes clarianes. Els conreus se situen en parcel·les reduïdes. Al vessant nord-oest se situen els conreus de secà, ubicats entre algun bosc compacte de pi pinyoner i alzinar. Junt a la vall del Riu Mogent es troben les zones de regadiu millors del terme municipal.

### Demografia
| 1920 | 1930 | 1940 | 1950 | 1960 | 1970 | 1981  | 1990  | 1992  | 1994  |
| ---- | ---- | ---- | ---- | ---- | ---- | ----- | ----- | ----- | ----- |
| -    | -    | -    | -    | -    | -    | 1.322 | 1.361 | 1.530 | 1.530 |

| 1996  | 1998  | 2000  | 2002  | 2004  | 2006  | 2008  | 2010  | 2012  | 2014  |
| ----- | ----- | ----- | ----- | ----- | ----- | ----- | ----- | ----- | ----- |
| 1.999 | 2.169 | 2.314 | 2.604 | 2.932 | 3.774 | 4.459 | 4.797 | 5.062 | 5.250 |

| 2016  | 2018  | 2020  | 2022  | 2024  | 2026 | 2028 | 2030 | 2032 | 2034 |
| ----- | ----- | ----- | ----- | ----- | ---- | ---- | ---- | ---- | ---- |
| 5.217 | 5.339 | 5.503 | 5.557 | 5.632 | -    | -    | -    | -    | -    |

El 1857 es va agregar a la Roca del Vallès, i el 1983 es va desagregar en part de la Roca i en part de Montornès del Vallès, municipis dels quals havia format part a l'arrel de la dictadura espanyola de Franco. Durant la II República, Vilanova del Vallès també va existir com a tal.

## Economia

### Agricultura i ramaderia
Els terrenys ubicats a la Conca del riu Mogent han possibilitat un alt aprofitament agrícola, així com els situats en la zona de Vallderiolf una bona utilització ramadera. No obstant i això, la progressiva industrialització de la comarca del Vallès Oriental ha disminuït la població a ambdues activitats.
Els assentaments de població s'han produït en la vorera esquerra del Riu Mogent, en la part propera a la serralada Litoral, deixant el marge immediat al riu, llera pel conreu.
La vorera dreta ha estat el lloc on s'han instal·lat majoritàriament les activitats agrícoles i ramaderes i on els assentaments de població han estat de poca importància.

### Indústria
La proximitat de l'accés a l'autopista AP-7 (sortida 13) i la seva connexió amb la carretera del Masnou a Granollers, ha possibilitat la creació d'assentaments industrials en aquest sector.
Les instal·lacions industrials a Vilanova del Vallès són recents, ja que fins als anys seixanta l'antiga parròquia de Vilanova de la Roca tenia una economia preferentment de tipus agrícola. Disposa en l'actualitat de quatre zones de ímplantació industrial:
- Polígon industrial Masferrer
- Zona de Cydesa (Junt a la carretera de Vallderiolf)
- Barri de Can Pinxo
- Barri de Sant Lleïr

És doncs, entre el nucli urbà de Vilanova del Vallès i l'accés a l'autopista AP-7, al llarg de la carretera del Masnou a Granollers on se situen la major part de les implantacions industrials.
A part d'aquest establiments, se situen en el nucli urbà la indústria i tallers que han sigut tradicionals a Vilanova del Vallès, les indústries compatibles amb l'habitatge i els comerços.

## Història
Fa entre 6.000 i 8.000 anys, als finals del Paleolític Superior i inicis del Neolític, ja hi havia humans per aquestes contrades al voltant de la muntanya de Céllecs, avui, en part, dins del terme municipal de Vilanova del Vallès. Ho confirmen les restes prehistòriques trobades: Dolmen de Can Gol, roca de les Orenetes (amb pintures rupestres), Coves de Can Nadal, Galeria coberta de Can Gol, a més de petites eines lítiques: destrals i puntes de sílex. És de suposar que si en una primera etapa es dedicaven a la caça i recol·lecció per alimentar-se, posteriorment es van anar adaptant a l'agricultura i ramaderia com els seus congèneres de contrades veïnes.
Són importants els assentaments urbans que s'han ubicat en la serralada de la costa des de l'època prehistòrica degut a les bones condicions d'aquesta zona del Vallès Oriental. Així doncs són importants les restes arqueològiques que es conserven, tant en la falda de Céllecs com en el poblat ibèric al turó de Céllecs.
La depressió vallesana, entre les serres litoral i prelitoral, va ser un lloc de pas per on entraven a la península les successives colonitzacions del territori. Durant l'època romana aquest sector ja era una cruïlla de camins de connexió entre el Maresme i el Vallès. Per aquest motiu, s'han trobat restes també de la Via Augusta romana, que anava de Roma a Cadis.
Els primers indicis documentats de què disposem corresponen a l'any 993, on Sant Esteve de Vilanova és esmentat en documents conservats a l'arxiu de la catedral de Barcelona, i l'any 1006, on també és citat Sant Esteve de Vilanova en documents conservats a l'Arxiu de la Corona d'Aragó. També se cita a Vilanova del Vallès en un text del cantoral de Sant Cugat del Vallès de l'any 1021.
Quant al poblament, la primera referència coneguda és de l'any 1359 (segle XIV), quan el rei Pere III, el Cerimoniós, va ordenar un cens que va donar un total de 68 focs, que vol dir una població al voltant d'uns 300/350 habitants. En aquella època els cens es feien per famílies (focs), i es calcula una mitjana de 4 a 5 persones per família.
Al segle xv, sembla que la població es va reduir força degut, principalment, a les males collites i a la Guerra dels Remences que va tenir una especial virulència a la nostra comarca. La població va baixar a 200/250 habitants. Al segle següent, en època de pau i millora de la producció agrària, la població es va recuperar arribant als 350 habitants aproximadament.
I ha anat creixent fins avui. Durant molt de temps, el nombre d'habitants ha oscil·lat entre 800 i 1.000 persones, fins a l'any 1980. A partir d'aquesta data, per l'arribada de persones de segona residència que després, a poc a poc, s'han anat censant al municipi, l'augment ha estat espectacular, arribant a 5.241 habitants en l'actualitat (2015), i amb perspectives creixents de cara al futur.
Vilanova del Vallès va ser municipi independent durant el trienni republicà entre 1936 i 1939. Abans pertanyia als municipis veïns de La Roca del Vallès i de Montornès del Vallès. Malauradament la independència municipal es va acabar el juny de 1939, quan una resolució del Ministeri de l'Interior de Madrid va anul·lar totes les sentències aprovades per la Generalitat de Catalunya d'aquell temps.
Els vilanovins, però, mai no havien renunciat a tornar a tenir la independència municipal. La dependència de La Roca i de Montornès, a part de no ser ben rebuda per la població, deixava el nucli de Vilanova força abandonat de serveis i d'inversions. Així, a partir de l'any 1975, amb el retorn de la democràcia a aquest país, es va tornar a iniciar un ampli moviment popular de reivindicació canalitzat a través de l'Associació de Veïns, creada amb aquest objectiu.
Després d'un llarg procés, finalment Vilanova del Vallès va tornar a ser independent municipalment a partir d'un Decret aprovat per la Generalitat de Catalunya el dia 6 de desembre de 1983. L'Ajuntament es va constituir el 12 de febrer de 1984.

## Festes municipals
A principis d'any es commemora l'aniversari de la constitució de l'Ajuntament de la vila (12 de febrer de 1984).
El dilluns de Pasqua Granada, té lloc a l'ermita de Santa Quitèria un aplec de tradició centenària i la benedicció del tradicional tortell de Santa Quitèria, advocada contra la ràbia.
La festa major del municipi se celebra el dilluns abans del darrer dijous d'agost, coincident amb Sant Lleïr patró del municipi. També son patrons de la vila Sant Esteve i Santa Maria de Déu de Cèllecs (Patrons parroquials).
El primer diumenge després del 10 d'octubre se celebra la festivitat de Sant Sebastià votat. A l'església de Santa Quitèria té lloc una misa i el Cant dels Goigs en honor de Sant Sebastià, advocat contra el còlera. En aquesta festivitat és típic menjar panets beneïts.
El dia de Sant Esteve se celebren diverses activitats culturals per festejar el patró com ara un concert a la parròquia de Sant Esteve amb les corals del poble i amb altres corals i músics convidats.